# 金格羅費茨基山

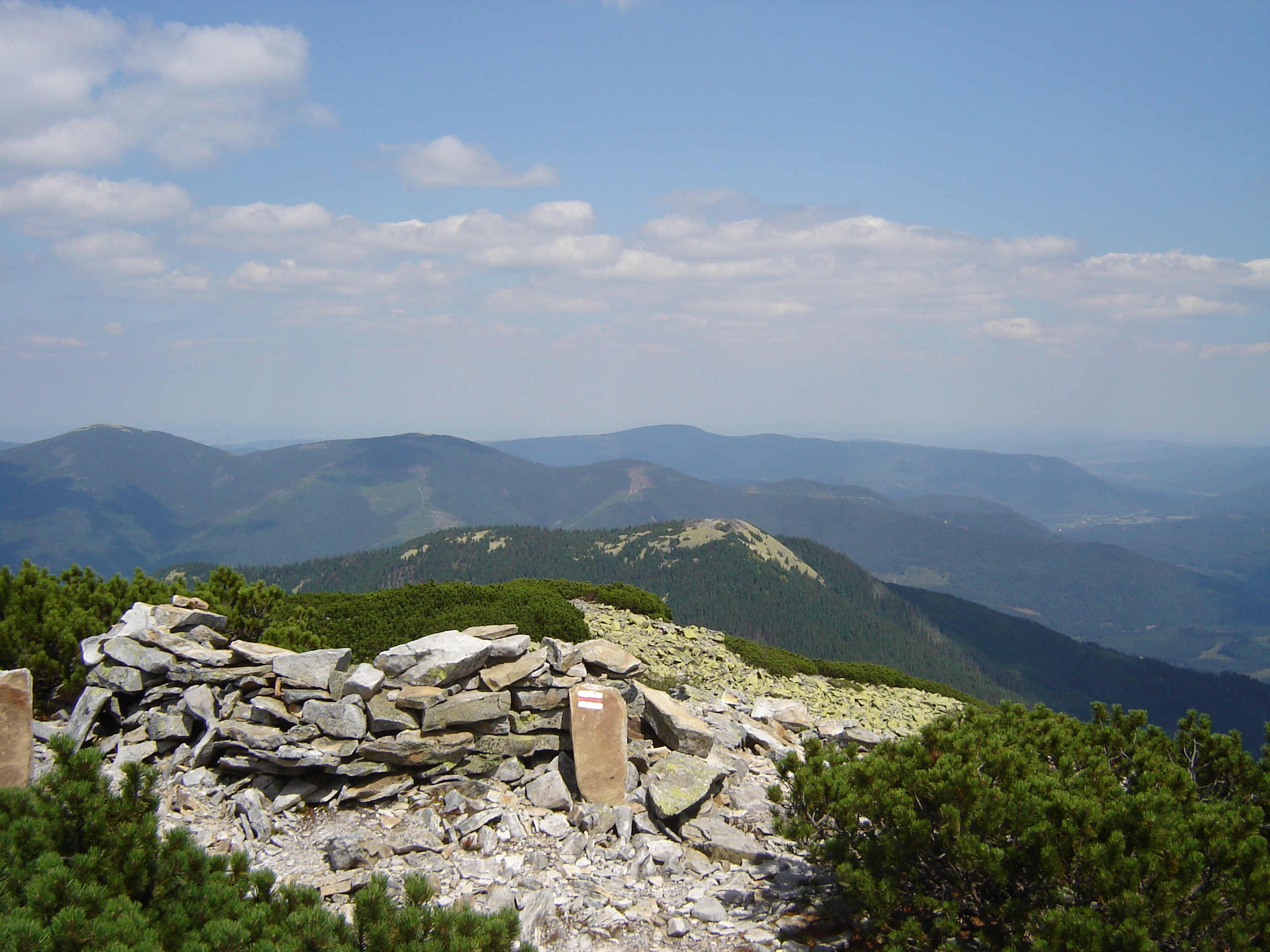

48°37′7″N 23°56′55″E / 48.61861°N 23.94861°E
金格羅費茨基山（羅馬化：Kin Grofetskyi）是烏克蘭西部伊萬諾-弗蘭科夫斯克州的山峰，屬於烏克蘭喀爾巴阡山脈中戈爾加內山脈的一部分，海拔高度1,552米。